# Rhagodeya nubia
Rhagodeya nubia är en spindeldjursart som beskrevs av Roewer 1933. Rhagodeya nubia ingår i släktet Rhagodeya och familjen Rhagodidae. Inga underarter finns listade i Catalogue of Life.